# Liste des députés wallons (anciens)
Pour les articles homonymes, voir Liste des députés wallons.
Liste arrêtée le 22 juillet 2014, après les élections régionales belges de 2014, l'installation du parlement wallon (13.6.14), du gouvernement (22.7.14)  et l'application des règles anti-cumul.
Il s'agit de membres ne siégeant plus et ayant siégé lors d'une précédente législature.
Il s'agit aussi bien de membres du conseil régional wallon, délégués du parlement belge avant 1995 que de députés du parlement wallon issus d'élections directes après les élections régionales belges de 1995.
- Haut – A
- B
- C
- D
- E
- F
- G
- H
- I
- J
- K
- L
- M
- N
- O
- P
- Q
- R
- S
- T
- U
- V
- W
- X
- Y
- Z

## A
- Vicky Albert, PS
- Claude Ancion, MR
- William Ancion, cdH
- Dieudonné André, cdH
- Bernard Anselme, PS
- Fernand Antoine, cdH
- Charles Aubecq, MR
- Patrick Avril, PS

## B
- Daniel Bacquelaine, MR
- Bernard Baille, ECOLO
- Charles Bailly, PS
- Didier Bajura, PCB
- Michel Barbeaux, cdH
- Marc Barvais, PS
- Anne Barzin, MR
- Jean Barzin, MR
- René Basecq, PS
- Raymond Bataille, cdH
- André Baudson, PS
- Maurice Bayenet, PS
- Hugues Bayet, PS
- Pierre Beaufays, cdH
- Robert Belot, PS
- André Bertouille, MR
- Chantal Bertouille, MR
- Étienne Bertrand, MR
- Pierre Bertrand, RW
- Véronique Bidoul, MR
- Richard Biefnot, PS
- Yvon Biefnot, PS
- Yves Binon, MR
- Patrick Bioul, MR
- Jean Bock, MR
- Maurice Bodson, PS
- Pol Boël, MR
- Marc Bolland, PS
- André Bondroit, PS
- Mathilde Boniface-Delobe, RW
- Joseph Bonmariage, MR
- Jean-Pierre Borbouse, FN
- René Borremans, PS
- André Bouchat, cdH
- Pierre Boucher, MR
- Philippe Bracaval, MR
- Georgette Brenez, PS
- José Brisart, ECOLO
- Christian Brotcorne, cdh
- Auguste Bruart, cdH
- Colette Burgeon, PS
- Willy Burgeon, PS
- Max Bury, PS
- Marcel Busieau, PS
- Philippe Busquin, PS

## C
- Pierrette Cahay-André, cdH
- Pol Calet, PS
- Alfred Califice, cdH
- José Canon, PS
- Caroline Cassart-Mailleux, MR
- Ides Cauchie, cdH
- Marie-Rose Cavalier-Bohon, ECOLO
- Jacques Cerf, RW
- Jacques Chabot, PS
- Guy Charlier, PS
- Philippe Charlier, cdH
- Olivier Chastel, MR
- Marcel Cheron, ECOLO
- Pierre Clerdent, MR
- Édouard Close, PSB
- Guy Coëme, PS
- Jules Coen, MR
- Dominique Cogels-Le Grelle, cdH
- Ingrid Colicis, PS
- Jacques Collart, PS
- Robert Collignon, PS
- Robert Conrotte, cdH
- André Cools, PS
- Claudette Coorens, PS
- Anne-Marie Corbisier-Hagon, cdH
- Charles Cornet d'Elzius, MR
- Philippe Courard, PS
- Veronica Cremasco, ECOLO
- Henri Cugnon, PS

## D
- Denis D'Hondt, MR
- Frédéric Daerden, PS
- Michel Daerden, PS
- Amand Dalem, cdH
- Philippe Dallons, ECOLO
- André Damseaux, MR
- José Daras, ECOLO
- Jean-Pierre Dardenne, MR
- Jean-Pierre Dauby, MR
- Albert Daulne, PSB
- Sybille de Coster-Bauchau, MR
- Michel de Lamotte, cdH
- Marc de Saint Moulin, PS
- Yves de Seny, cdH
- Paul de Stexhe, cdH
- Yves de Wasseige, RW
- Achille Debrus, cdH
- Arnaud Declety, MR
- Brigitte Defalque, MR
- Philippe Defeyt, ECOLO
- Michel Deffet, PS
- Jean Defraigne, MR
- Freddy Deghilage, PS
- Jean-Maurice Dehousse, PS
- Maurice Dehu, PS
- Claude Dejardin, PS
- René Dejonckheere, ECOLO
- Paul-Olivier Delannois, PS
- Michèle Delannoy, PS
- Yves Delforge, ECOLO
- Jean-Baptiste Delhaye, PS
- Jean-Jacques Delhaye, PS
- Jean-Marc Delizée, PS
- Roger Delizée, PS
- Fernand Delmotte, PSB
- Willy Demeyer, PS
- Rudy Demotte, PS
- Robert Denison, PS
- Pierre Descamps, MR
- Pierre Deschamps, cdH
- Xavier Desgain, ECOLO
- Michèle Detaille, MR
- Monika Dethier-Neumann, ECOLO
- Thierry Detienne, ECOLO
- Jean-Pierre Detremmerie, cdH
- Cyprien Devilers, MR
- Laurent Devin, PS
- Robert Devos, cdH
- Élie Deworme, PS
- Carlo Di Antonio, cdH
- Elio Di Rupo, PS
- Noella Dinant, PCB
- Emmanuel Disabato, ECOLO
- Nicole Docq, PS
- Didier Donfut, PS
- Freddy Donnay, PS
- Jules Doumont, MR
- Yves du Monceau de Bergendal, cdH
- André Dubois, PSB
- Daniel Ducarme, MR
- François Dufour, PS
- Germain Dufour, ECOLO
- Anthony Dufrane, PS
- Jean Dulac, PS
- Christian Dupont, PS
- Patrick Dupriez, ECOLO
- Antoine Duquesne, MR
- Robert Dussart, PCB
- Georges Dutry, ECOLO

## E
- Claude Eerdekens, PS
- Marc Elsen, cdH
- Jacques Étienne, cdH
- Alfred Evers, MR

## F
- Pierre Falize, PSB
- Françoise Fassiaux-Looten, PS
- Valmy Féaux, PS
- Daniel Fedrigo, PCB
- Julie Fernandez Fernandez, PS
- Paul Ficheroulle, PS
- Joseph Fiévez, RW
- Michel Filleul, PS
- Georges Flagothier, cdH
- André Flahaut, PS
- Edgard Flandre, ECOLO
- Philippe Fontaine, MR
- Michel Foret, MR
- Pierre Fortez, MR
- Frédéric François, cdH
- Paul Furlan, PS

## G
- Alfred Gadenne, cdH
- Albert Gehlen, cdH
- Paul-Henry Gendebien, RW
- Jacques Gennen, PS
- Jean Genevois, PS
- Jacqueline Ghevaert-Croquet, MR
- Janine Ghobert-Delruelle, MR
- Gil Gilles, PS
- Jean Gillet, MR
- Lucienne Gillet, cdH
- Lucien Glibert, MR
- Georges Glineur, PCB
- Ernest Glinne, PS
- Marie-Thérèse Godinache-Lambert, MR
- Anne-Catherine Goffinet, cdH
- Jean Gol, MR
- Richard Gondry, PS
- Paul Goossens, PS
- Jean-Pierre Grafé, cdH
- Georges Gramme, cdH
- Herbert Grommes, cdH
- André Grosjean, PS
- Michel Guilbert, ECOLO

## H
- Jean-Marie Hamelle, ECOLO
- Charles Hanin, cdH
- Anne-Michèle Hannon, cdH
- Huberte Hanquet, cdH
- Jean-Claude Hans, ECOLO
- Michel Hansenne, cdH
- Jean-Marie Happart, PS
- José Happart, PS
- Pierre Hardy, ECOLO
- Marc Harmegnies, PS
- Yvon Harmegnies, PS
- Pierre Hazette, MR
- Roger Henneuse, PS
- Paul Henrotin, MR
- Jean-Pol Henry, PS
- Ghislain Hiance, cdH
- Raymond Hinnekens, MR
- Edgard Hismans, PS
- Gustave Hofman, PS
- Guy Hollogne, cdH
- Marc Hordies, ECOLO
- Catherine Houdart, PS
- Joseph Houssa, MR
- Jacques Hoyaux, PS
- Emily Hoyos, ECOLO
- Claudy Huart, MR
- Claude Hubaux, MR
- Jacques Hubert, FDLNB
- Fernand Hubin, PS
- Michel Huin, MR
- Antoine Humblet, cdH
- Jean-Émile Humblet, RW
- Léon Hurez, PS
- Daniel Huygens, FN

## I
- Jean-François Istasse, PS

## J
- André Jandrain, PS
- Charles Janssens, PS
- Gérard Jaumain, PS
- Jean-Michel Javaux, ECOLO
- René Jérôme, cdH
- Michel Joiret, MR
- Simone Jortay-Lemaire, ECOLO
- Daniel Josse, ECOLO

## K
- Elmar Keutgen, cdH
- Jean Kevers, cdH
- Serdar Kilic, PS
- Étienne Knoops, MR
- Serge Kubla, MR

## L
- Maurice Lafosse, PS
- André Lagasse, FDF
- André Lagneau, MR
- Fortuné Lambiotte, PS
- Benoît Langendries, cdH
- Raymond Langendries, cdH
- Philippe Laurent, cdH
- Gérard le Hardÿ de Beaulieu, cdH
- Michel Lebrun, cdH
- Edmond Leburton, PS
- Jean Leclercq, PS
- Robert Leclercq, PS
- Émile Eugène Lecoq, PS
- Jacques Lefevre, cdH
- Roland Lemoine, PS
- Pierre Lenfant, cdH
- Mauro Lenzini, PS
- Alfred Léonard, cdH
- Jean-Marie Léonard, PS
- Albert Lernoux, cdH
- Jacques Leroy, PS
- Marc Lestienne, cdH
- Marcel Levaux, PCB
- Albert Liénard, cdH
- Jacques Liesenborghs, ECOLO
- Bénédicte Linard, ECOLO
- Isabelle Lissens, MR
- Anne-Marie Lizin, PS
- Benoît Lutgen, cdH
- Guy Lutgen, cdH

## M
- Jean-Claude Maene, PS
- Paul Magnette, PS
- Philippe Mahoux, PS
- Pierre Mainil, cdH
- Marceau Mairesse, cdH
- Pierre Maistriaux, MR
- Léon Malisoux, PS
- Jacky Marchal, PS
- Robert Marchal, cdH
- Roland Marchal, PS
- Daniel Marchant, ECOLO
- Jean-Claude Marcourt, PS
- Nicole Maréchal, ECOLO
- Christian Massy, PS
- Denis Mathen, MR
- Gérard Mathieu, MR
- Guy Mathot, PS
- Jacqueline Mayence-Goossens, MR
- Philippe Maystadt, cdH
- Isabelle Meerhaeghe, ECOLO
- Jan Meesters, ECOLO
- Marc Melin, PS
- Arthur Meunier, PS
- Robert Meureau, PS
- Jean-Claude Meurens, MR
- Jacques Mevis, MR
- Joseph Michel, cdH
- Louis Michel, MR
- Guy Milcamps, PS
- Jean Militis, MR
- Charles Minet, PS
- Maurice Minne, PS
- Philippe Monfils, MR
- Jacky Morael, ECOLO
- Henri Mordant, RW
- Robert Moreau, RW
- Jean Mottard, PS
- Savine Moucheron, cdH
- Henri Mouton, PS

## N
- Jacques Nagels, PCB
- André Namotte, cdH
- Jean Namotte, PS
- André Navez, MS
- Denise Nelis, ECOLO
- Georges Neuray, RW
- Marcel Neven, MR
- Christian Noiret, ECOLO
- Jean-Marc Nollet, ECOLO
- Charles-Ferdinand Nothomb, cdH

## O
- Louis Olivier, MR
- Gaston Onkelinx, PS
- Laurette Onkelinx, PS
- Jacques Otlet, MR

## P
- Gaston Paque, PS
- Florine Pary-Mille, MR
- Michel Paulus, cdH
- Nestor-Hubert Pécriaux, PS
- Jean-Pierre Perdieu, PS
- Charles Petitjean, FN
- Irène Pétry, PS
- Guy Piérard, MR
- Alain Pieters, ECOLO
- Charles Pire, FN
- Sébastian Pirlot, PS
- Marcel Plasman, cdH
- Jean-Pol Poncelet, cdH
- Charles Poswick, MR
- Francis Poty, PS
- Jean-Baptiste Poulain, PS
- Maxime Prévot, cdH
- Jean-Paul Procureur, cdH

## R
- Léon Remacle, cdH
- Marcel Remacle, PS
- Marguerite Remy-Oger, PS
- Claude Renard, PCB
- Didier Reynders, MR
- Edmond Rigo, PS
- Alphonse Royen, ECOLO
- Geneviève Ryckmans-Corin, cdH

## S
- Alain Sadaune, FN
- Marianne Saenen, ECOLO
- Olivier Saint-Amand, ECOLO
- Colette Saive-Boniver, ECOLO
- Anne-Marie Salmon-Verbayst, PS
- Jacques Santkin, PS
- Annick Saudoyer, PS
- Guy Saulmont, MR
- Pierre Scharff, cdH
- Guillaume Schyns, cdH
- Georges Sénéca, cdH
- Daniel Senesael, PS
- Christine Servaes, cdH
- Annie Servais-Thysen, MR
- Jean-Marie Severin, MR
- Isabelle Simonis, PS
- Louis Smal, cdH
- Daniel Smeets, ECOLO
- Jean-Paul Snappe, ECOLO
- Jean Sondag, cdH
- Malika Sonnet, PS
- Guy Spitaels, PS
- André Sweert, PS

## T
- Pierre Tachenion, PS
- Cyrille Tahay, cdH
- Willy Taminiaux, PS
- Antoine Tanzilli, cdH
- Muriel Targnion, PS
- Pierre Tasset, PS
- Jean Thiel, ECOLO
- René Thissen, cdH
- Luc Tiberghien, ECOLO
- Eliane Tillieux, PS
- André Tilquin, cdH
- Michel Toussaint, MR
- Théo Toussaint, PS
- Micheline Toussaint-Richardeau, PS
- Michel Tromont, MR
- Alain Trussart, ECOLO

## U
- Robert Urbain, PS

## V
- Jean-Claude Van Cauwenberghe, PS
- Alain Van der Biest, PS
- Jacques Van Gompel, PS
- Raoul Van Spitael, PS
- Jean-Paul Vancrombruggen, PS
- Jules Vercaigne, PCB
- Jean-Pierre Viseur, ECOLO
- Monique Vlaminck-Moreau, ECOLO

## W
- Pierre Wacquier, PS
- Léon Walry, PS
- Jacques Wathelet, MR
- Melchior Wathelet, cdH
- Émile Wauthy, cdH
- Bernard Wesphael, Indépendant
- Raymond Willems, MR
- Monique Willocq, cdH
- Pierre Wintgens, cdH

## Y
- Maggy Yerna, PS
- Yvan Ylieff, PS
- Damien Yzerbyt, cdH